# SK Tatran Poštorná
SK Tatran Poštorná is een voormalige Tsjechische voetbalclub uit Poštorná, een stadsdeel van Břeclav. De club werd in 1930 opgericht als SK Poštorná. Tussen 1995 en 2000 speelde de club op het tweede niveau van het Tsjechisch voetbal, de toenmalige druhá liga. De club hield in 2012 op te bestaan na een fusie met Sokol Ladná.

## Naamsveranderingen
- 1930 ‒ SK Poštorná (Sportovní klub Poštorná)
- 1949 ‒ JTO Sokol Poštorná (Jednotná tělovýchovná organizace Sokol Poštorná)
- 1951 ‒ ZSJ Sokol TODOZA Poštorná (Závodní sokolská jednota Sokol Továrna dopravního zařízení Poštorná)
- 1952 ‒ ZSJ Spartak Poštorná (Závodní sokolská jednota Spartak Poštorná)
- 1953 ‒ DSO Baník Poštorná (Dobrovolná sportovní organisace Baník Poštorná)
- 1959 ‒ TJ Tatran Poštorná (Tělovýchovná jednota Tatran Poštorná)
- 1962 ‒ TJ Tatran PKZ Poštorná (Tělovýchovná jednota Poštorenské keramické závody Tatran Poštorná)
- 1988 ‒ TJ Tatran Fosfa Poštorná (Tělovýchovná jednota Tatran Fosfa Poštorná)
- 1992 ‒ FC Tatran Poštorná (Football Club Tatran Poštorná)
- 1999 ‒ SK Tatran Poštorná (Sportovní klub Tatran Poštorná)